# Appletree Records
Appletree Records (2006-2010) was een Nederlands platenlabel. Bij het label stonden onder meer zangeres Ntjam Rosie en producers Hayzee en Sotu the Traveller onder contract. In 2006 werd het label opgericht door Wiecher Troost, Rogier Smalhout en Nalden.
“Het was een leuke en leerzame tijd, maar het heeft niet opgeleverd waar we op hadden gehoopt,” aldus Troost. “We zijn in dit avontuur gestapt, precies op het moment dat de muziekindustrie half op instorten stond. Wij wilden geen klein labeltje zijn, maar een mooi bedrijf met een duidelijke identiteit. Dat zijn we ook geworden, maar financieel haal je er te weinig uit. Inmiddels zijn de contracten met de artiesten verlopen en kunnen ze elders muziek uitbrengen.”
Ook heeft de houding van het Amerikaanse bedrijf Apple ervoor gezorgd dat het bedrijf problemen kreeg. “Wij wilden de naam Appletree registreren. Na vele telefoontjes en gepraat met accountants, besloten we maar om de naam te laten varen. Het heeft geen zin tegen zo’n bedrijf een zaak te beginnen.”